# Engelsby-Dorf

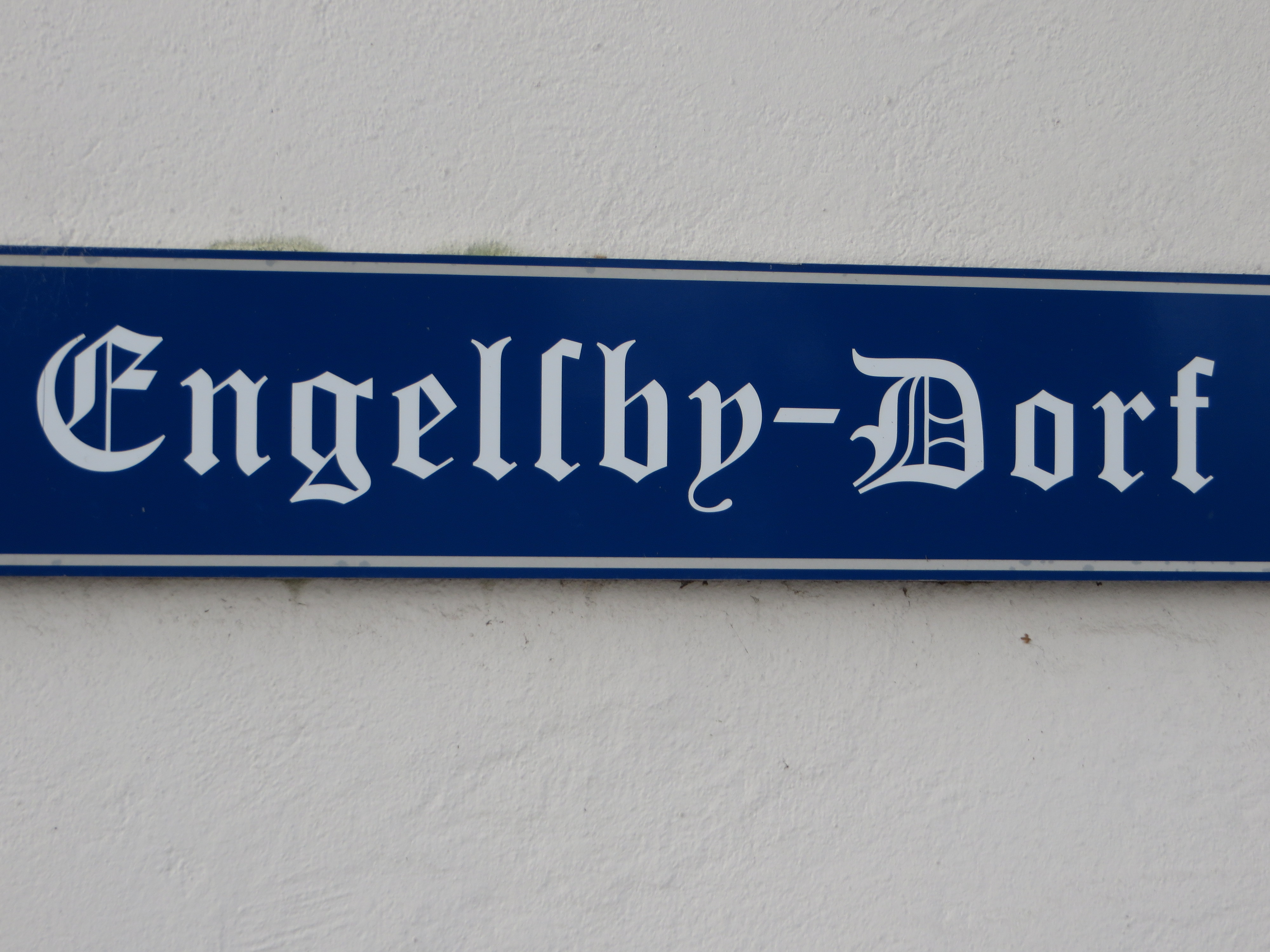
Straßenschild vom Engelsby-Dorf

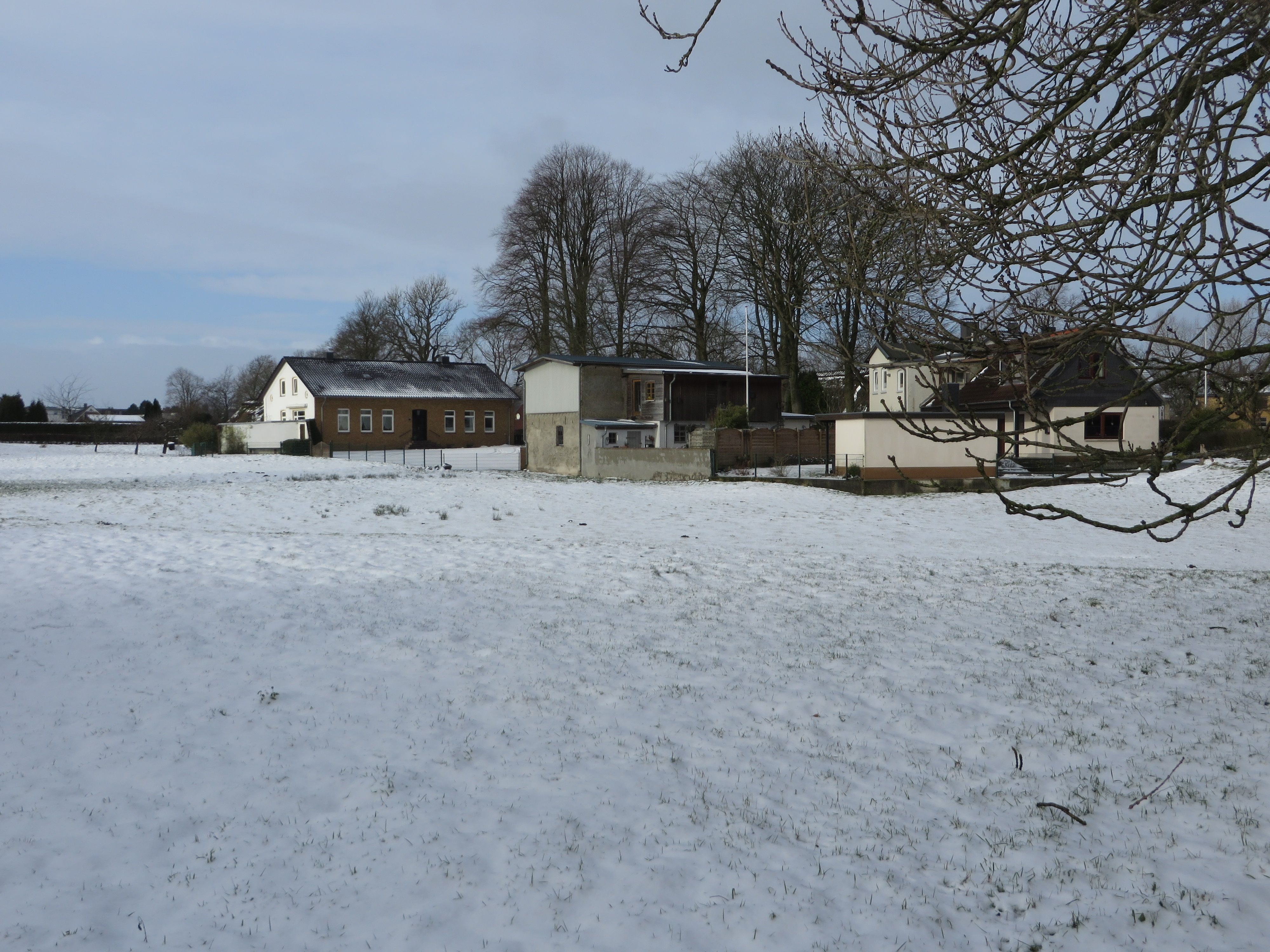
Häuser von Engelsby-Dorf im Schnee (Foto 2015)

Engelsby-Dorf (dänisch: Landsby Engelsby) ist ein Ort in Flensburg, am Rand des Osbektals, dessen einzige Straße denselben Namen trägt. Engelsby-Dorf ist zwar die dörflich erhaltene Keimzelle des Stadtteils Engelsby, gehört aber offiziell zum Stadtteil Mürwik.

## Hintergrund
Das Dorf Engelsby fand mit seinem Namen erstmals im Jahr 1445 Erwähnung, damals aber noch ohne den Zusatz „Dorf“, denn die Endung -by bedeutet eigentlich schon so viel wie „Dorf“ (beziehungsweise größere Siedlung). Da es sich bei „Engel“ wohl um einen Familiennamen handelt, bedeutet der Name „Engelsby“ im Ganzen dementsprechend offenbar „Engels-Dorf“. Im Jahr 1825 wohnten im besagten Engelsby gerade einmal 17 Bewohner. Im Jahr 1840 existierten dort gerade einmal fünf selbständige Höfe und elf Katen. Damals gehörte das Dorf noch zum Kirchspiel Adelby. Nachdem ab 1886 die aus Flensburg kommende Kreisbahn am Dorfkrug bei Windloch hielt, bauten Flensburger dort Villen, so dass dort in direkter Nachbarschaft ein „neues Engelsby“, der heutige Stadtteil Engelsby, heranwuchs.
Am 1. April 1910 wurden schließlich Twedt, Twedter Holz, Fruerlund sowie das gesamte Engelsby eingemeindet. Seitdem gehören das ursprüngliche Engelsby sowie das neu entstandene Engelsby inklusive Windloch zur Stadt Flensburg. In Folge der Entstehung des Stützpunktes Flensburg-Mürwik wuchs die Stadt verstärkt im Osten der Stadt. Doch das ursprüngliche Dorf Engelsby wuchs nur unwesentlich. Die Dorfstraße des alten Bauerndorfes, die zunächst schlicht „Engelsby“ genannt wurde, erhielt irgendwann nach der Eingemeindung daher den Zusatz „Dorf“. Irgendwann im 20. Jahrhundert wurde zudem eine neue Verwaltungseinteilung eingeführt, welche dazu führte, dass Engelsby-Dorf dem Stadtteil Mürwik zugeordnet wurde und nicht dem Stadtteil Engelsby. Bei besagter Einteilung orientierte man sich offensichtlich am Verlauf der Nordstraße, so dass man Gebiete nördlich von dieser dem Stadtteil Mürwik zuschlug.

## Besondere Gebäude
Neubauten werden heutzutage im Dorfbereich nicht genehmigt, das Dorf genießt Ensembleschutz. Die geltende Erhaltungssatzung für Engelsby-Dorf wurde in den entsprechenden Bebauungsplan integriert.
- Engelsby-Dorf 1: Eine kleine, alte Reetdachkate. Möglicherweise bestand zwischen dieser und einer einst westlich gelegenen Windmühle, die zwischen 1845 und 1853 dort betrieben wurde, ein Zusammenhang.[15] (1854 wurde die Windmühle nach Sonderburg umgesetzt.)[3]
- Engelsby-Dorf 2: Der Hof gehörte 1450 einem Jes Nielsen, der ihn der Flensburger Marienkirche schenkte.[3]
- Engelsby-Dorf 3: Eingeschossiges Backsteinwohnhaus, an dessen östlicher Schmalseite 1901 ein Wirtschaftsgebäude angelegt wurde.[15]
- Engelsby-Dorf 5: Breitgelagertes Bauernhaus in Gestalt eines Angelner Querdielenhauses, das vermutlich in der ersten Hälfte des 19. Jahrhunderts errichtet wurde.[15]
- Engelsby-Dorf 7: Gehöft aus drei Gebäuden bestehend:
  - einem Wohnhaus aus dem 19. Jahrhundert
  - einem Stallgebäude, das 1908 eine Scheune ersetzte
  - ein Wirtschaftsgebäude, das vermutlich ebenfalls Anfang des 20. Jahrhunderts gebaut wurde.[16][17]
- Engelsby-Dorf 9: Ein altes Reedachhaus mit geschlämmtem Mauerwerk.[18]
- Engelsby-Dorf 11: Ein Hof, der offenbar schon mehrere Jahrzehnte im Besitz der Familie Mangelsen ist.[19] Der Familie Mangelsen gehörten Anfang der 1950er Jahre offenbar große landwirtschaftliche Flächen in Fruerlund, welche aber offenbar, zumindest zum Großteil, damals verkauft wurden, um anschließend überbaut zu werden.[20]

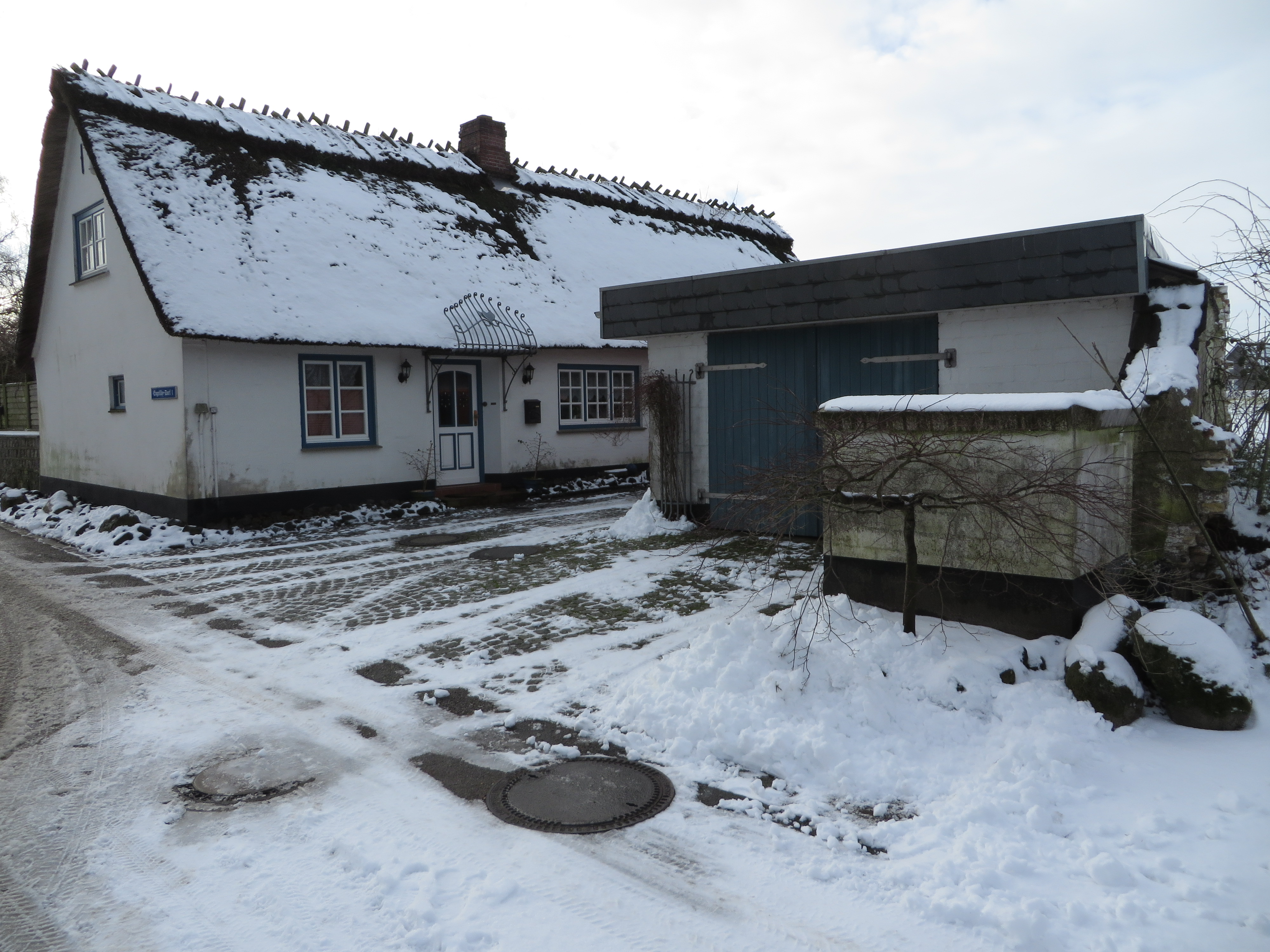
Engelsby-Dorf 1 im Schnee (Foto 2015)
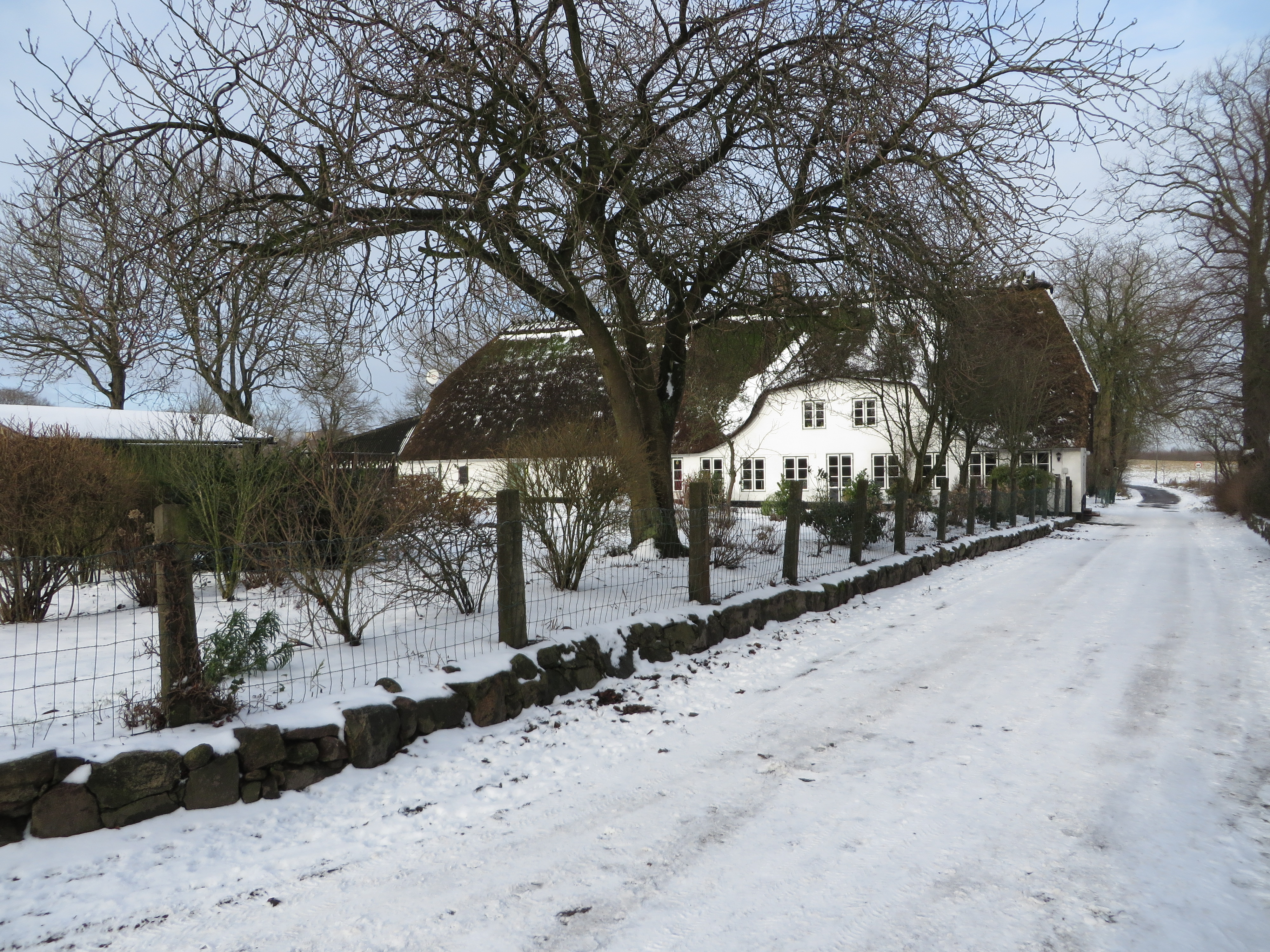
Engelsby-Dorf 5 im Schnee (Foto 2015)
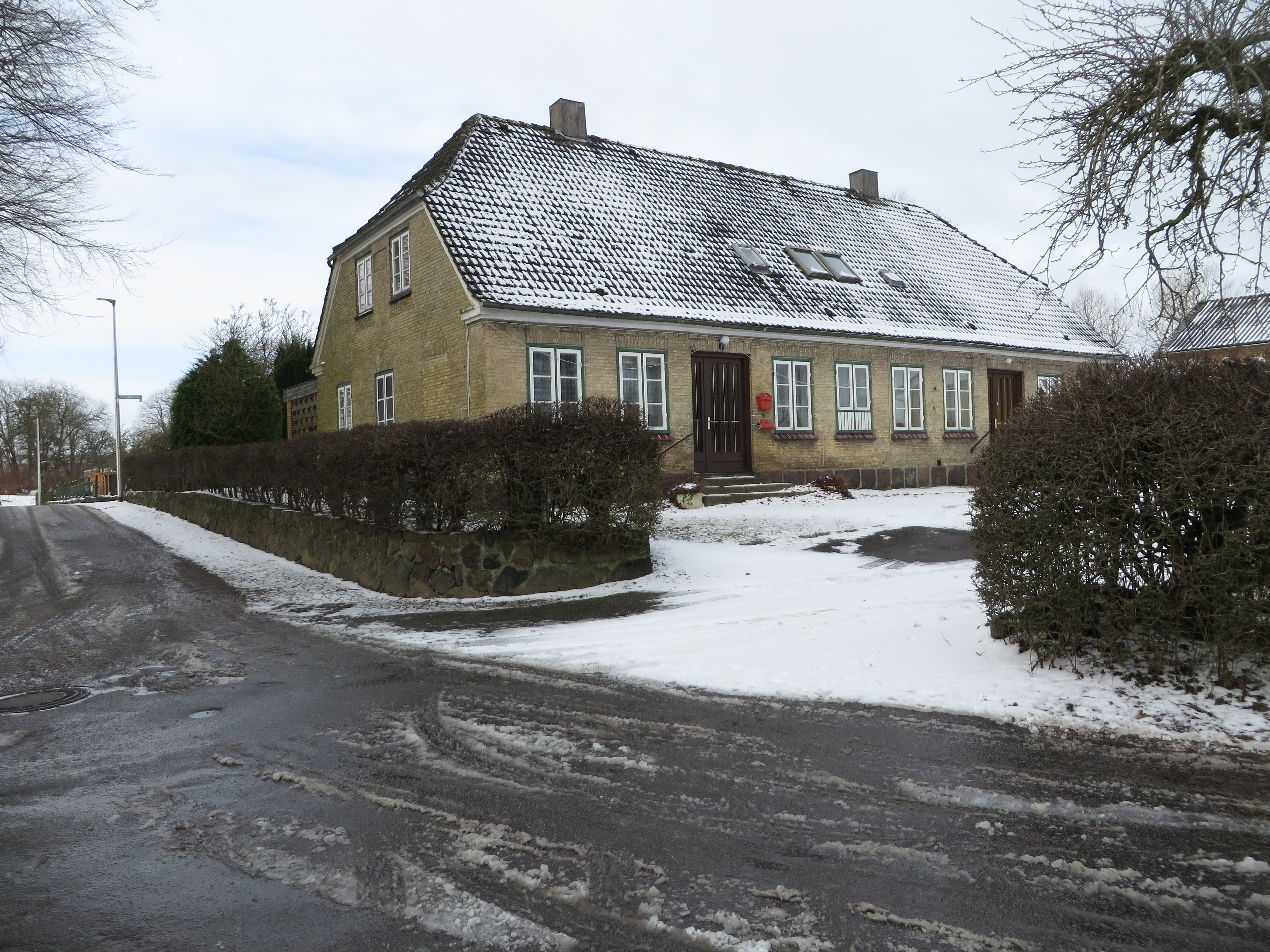
Wohngebäude von Engelsby Dorf 7 (Foto 2015)
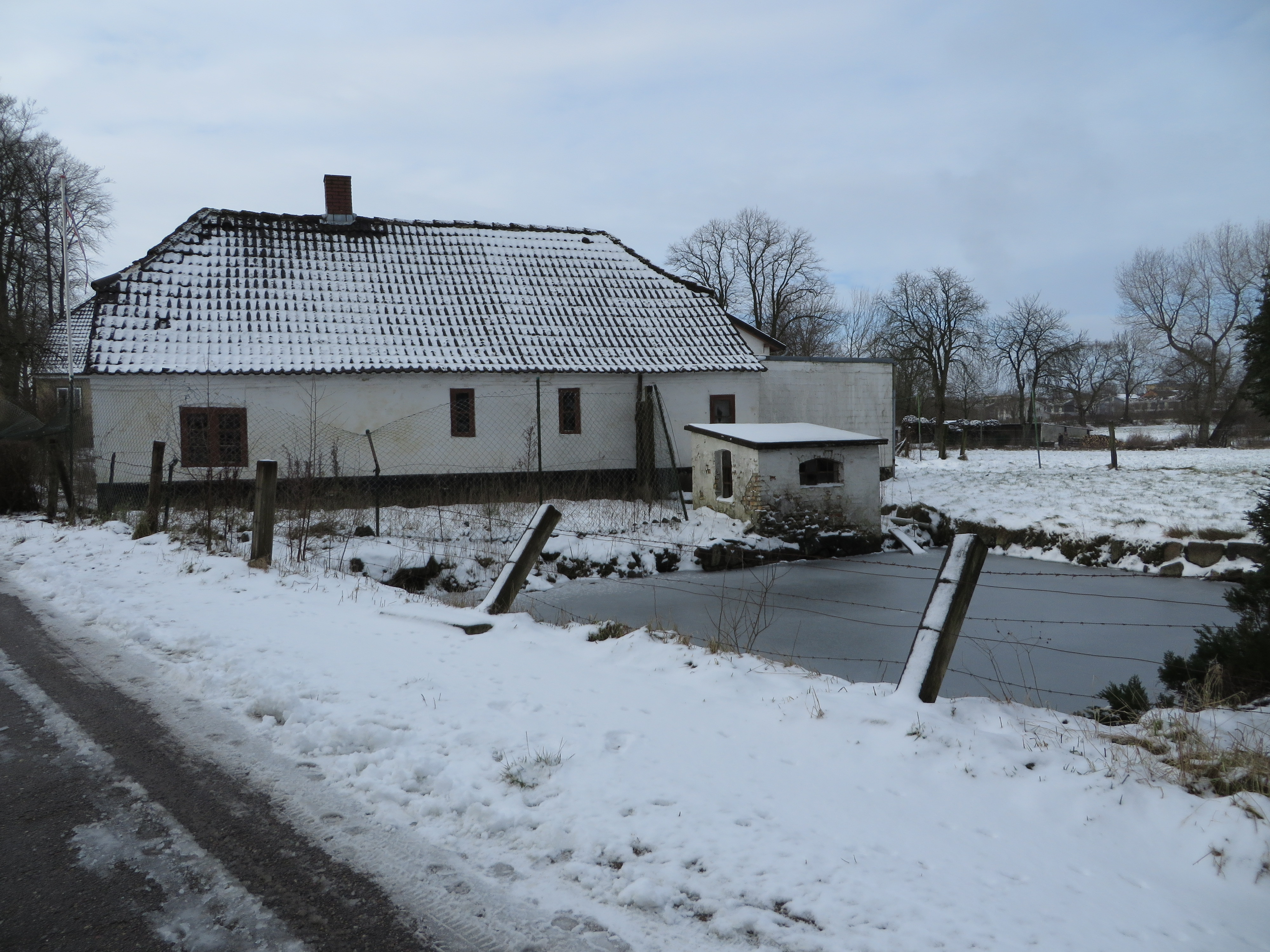
Stallgebäude von Engelsby Dorf 7 (Foto 2015)
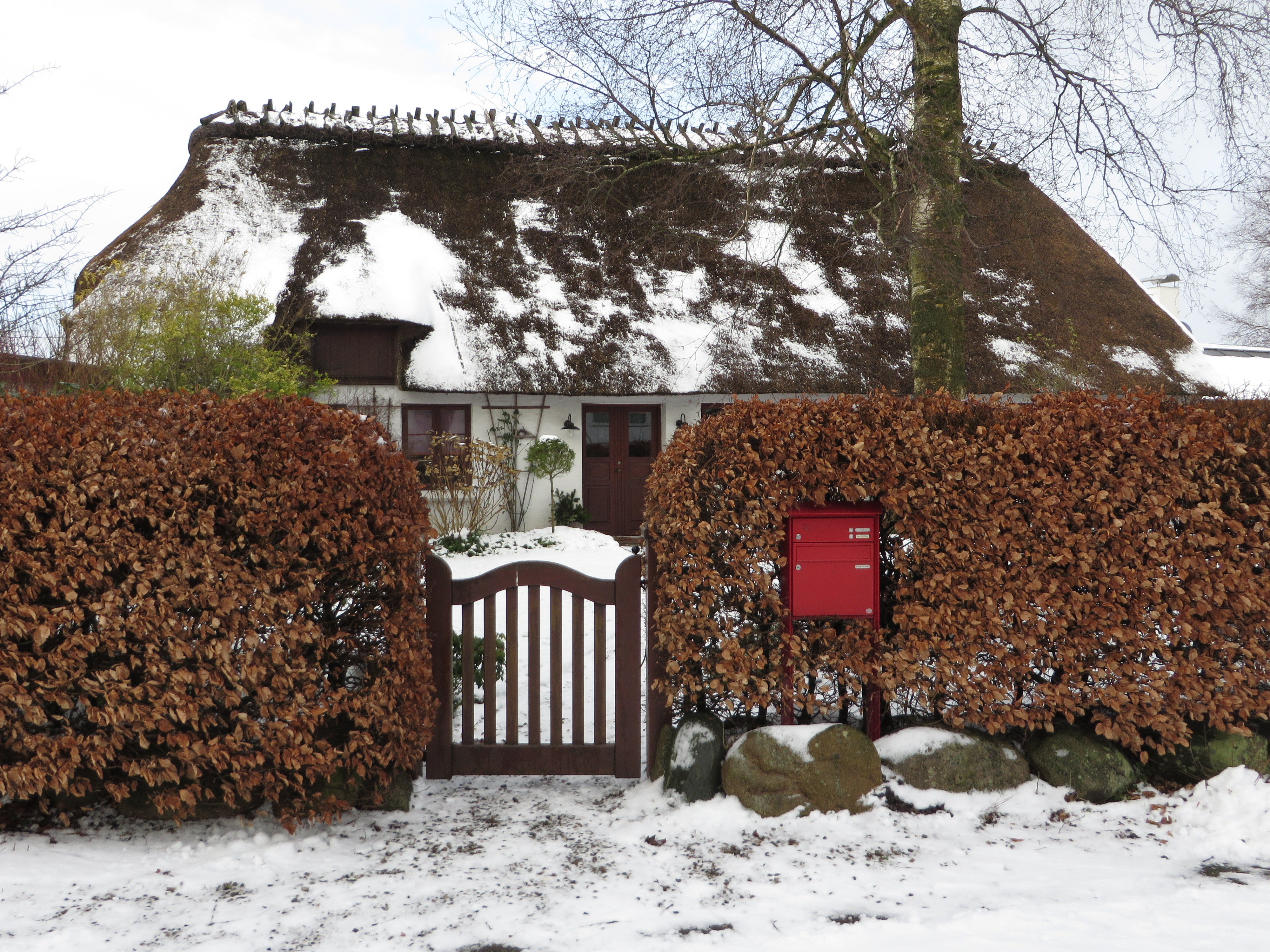
Engelsby-Dorf 9 im Schnee (Foto 2015)
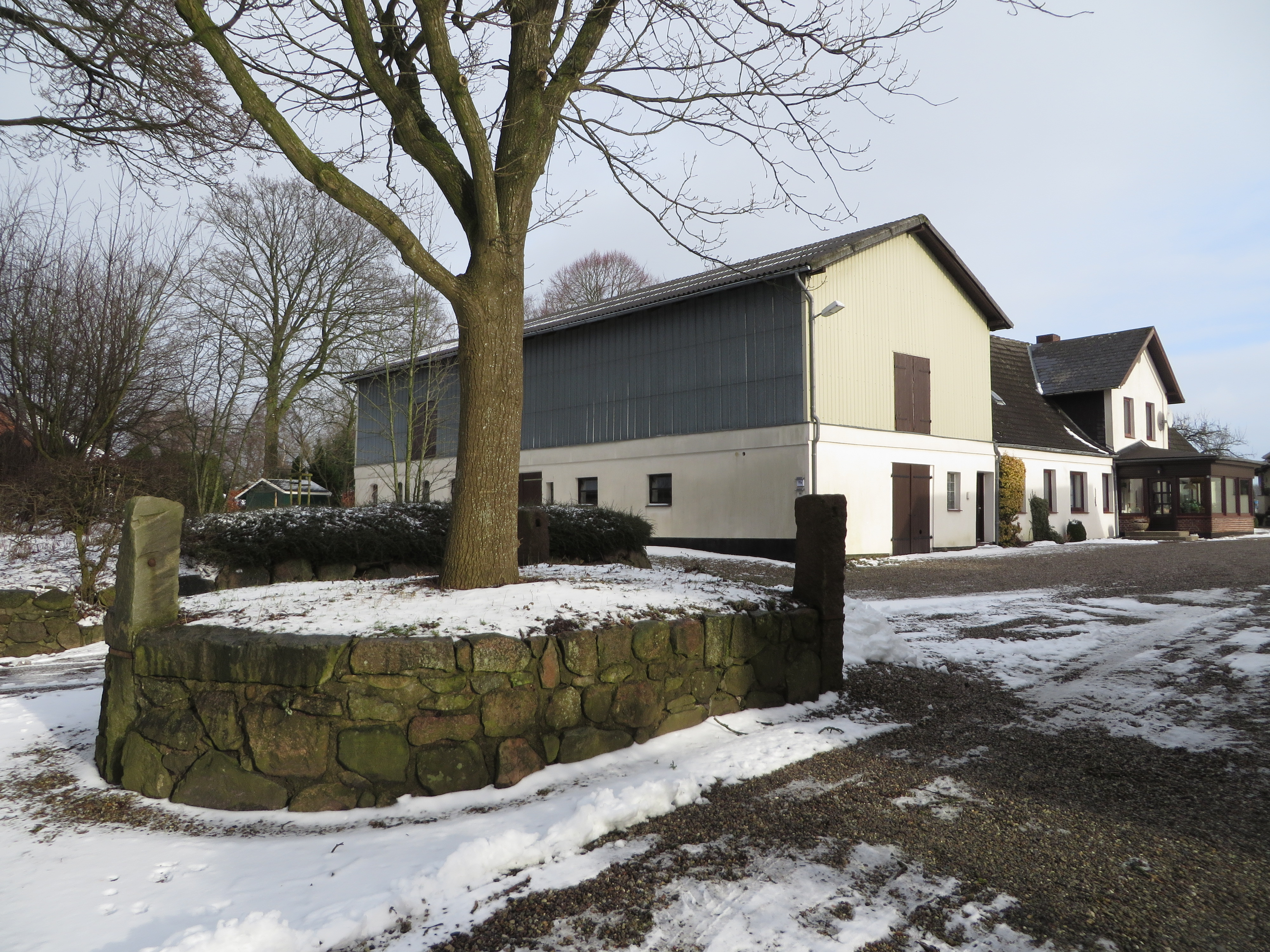
Engelsby-Dorf 11 und 11a im Schnee (Foto 2015)

## Verschiedenes
- Im Hochsommer erblühen die Pflanzen in den Bauerngärten des Dorfes Engelsby. Rundum das Dorf herum wachsen dann Getreidefelder.[21]
- Die Osbek entspringt bei Engelsby-Dorf.[22]
- Am Rand von Engelsby-Dorf beginnt der Engelsbyer Weg der durch das Osbekttal zum Ansgarviertel und Klosterholz führt.
- Seit 2014 ist der Bereich Engelsby-Dorf Teil des innerstädtischen Wanderweges Grünes Hufeisen. Der Wanderweg führt vom Ballastkai hinauf durchs Lautrupsbachtal bis zum Bereich Engelsby-Dorf. Von dort führt er über den Engelsbyer Weg ins Osbektal, um schließlich bei Sonwik zu enden.[23][24]
- Der Begriff Alt-Engelsby bezeichnet im engeren Sinne das ursprüngliche Engelsby, also Engelsby-Dorf. Da die Gebäudesubstanz an der Engelsbyer Straße, die nach der Einrichtung der Kreisbahn entstand, mittlerweile ebenfalls als alt gilt, wird diese teilweise ebenfalls zu Alt-Engelsby gezählt, jedoch nicht zu Engelsby-Dorf.[25]
- Anfang der 2000er Jahre näherte sich die Bebauung von Fruerlund dem Engelsby-Dorf.[26]
- Im Zuge des Baus der Osttangente (um 2006) erhielt Engelsby-Dorf einen hohen Lärmschutzwall.[21]

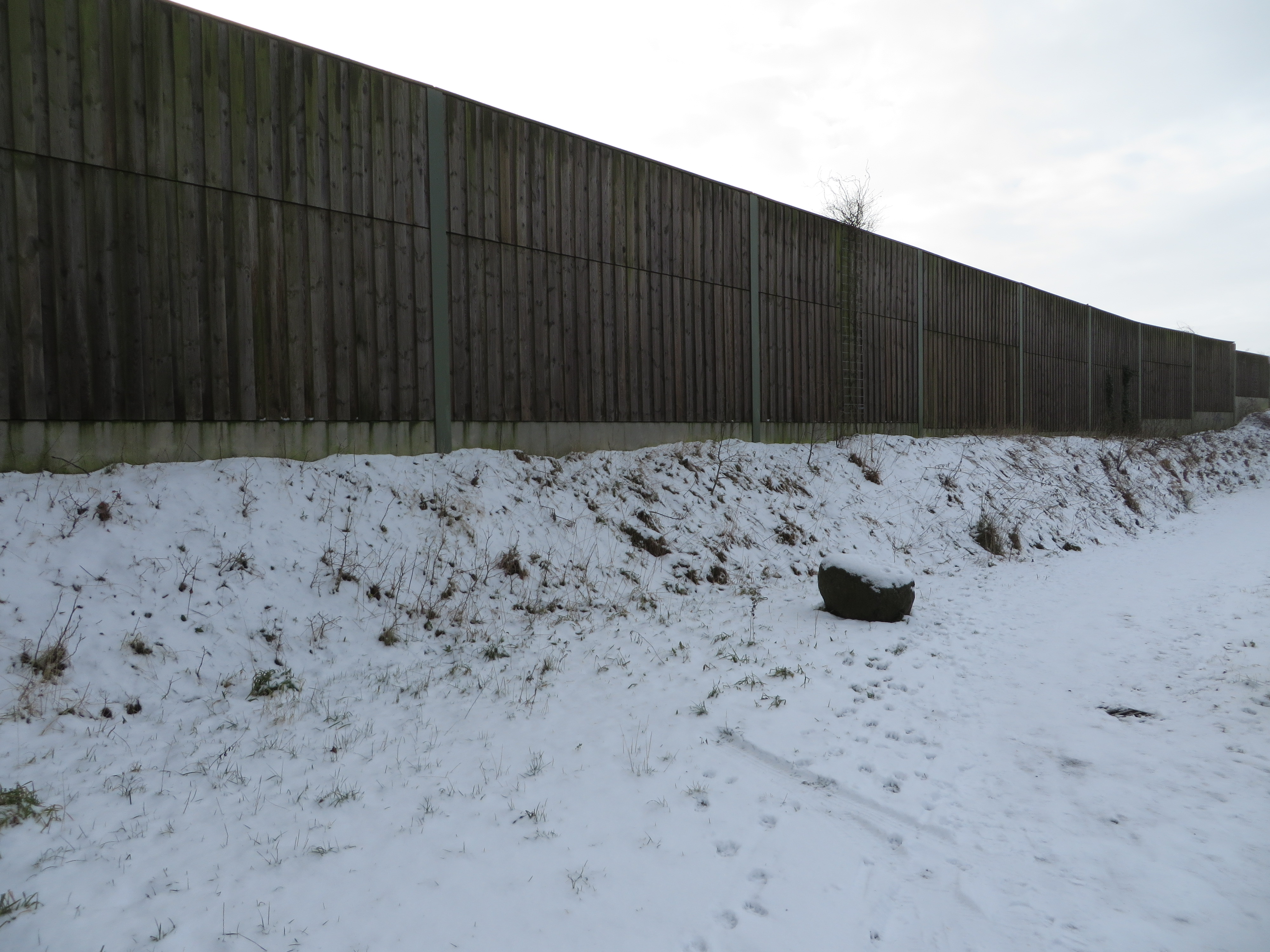
Lärmschutzwall an der Nordstraße bei Engelsby-Dorf